# الجازع (الحديدة)
الجازع هي إحدى قرى عزلة الخشم التابعه  لمديرية الزهرة، التابعة لمحافظة الحديدة اليمنية، بلغ تعداد سكانها 1992 نسمة حسب الإحصاء الذي أجري عام 2004.وتعود تسميتها بهذا الاسم نسبة الى محمد درين الجازعي احد اعيان عزلة الخشم المشهورين